# Grand Prix de Voleibol de 2000
O Grand Prix de Voleibol de 2000 foi a 8ª edição do torneio feminino de voleibol organizado pela Federação Internacional FIVB. Foi disputado por oito países entre 4 de agosto e 27 de agosto. A Fase Final foi realizada em Manila, nas Filipinas.

## Equipes participantes
- Brasil
- China
- Coreia do Sul
- Cuba
- Estados Unidos
- Itália
- Japão
- Rússia

## Primeira Rodada

### Grupo A - Macau,China
| Pos | Equipe         | PTS | V | D | SP | SC | SA    |
| --- | -------------- | --- | - | - | -- | -- | ----- |
| 1   | Brasil         | 6   | 3 | 0 | 9  | 2  | 4,500 |
| 2   | China          | 5   | 2 | 1 | 8  | 4  | 2,000 |
| 3   | Estados Unidos | 4   | 1 | 2 | 4  | 6  | 0,666 |
| 4   | Japão          | 3   | 0 | 3 | 0  | 9  | 0     |

PTS - pontos, J - jogos, V - vitórias, D - derrotas, SP - sets pró, SC - sets contra, SA - set average
| Data | Jogo           | Jogo | Jogo           | Parciais | Parciais | Parciais | Parciais | Parciais |
| Data | Jogo           | Jogo | Jogo           | 1        | 2        | 3        | 4        | 5        |
| ---- | -------------- | ---- | -------------- | -------- | -------- | -------- | -------- | -------- |
| 4/08 | China          | 3-0  | Japão          | 25-14    | 25-20    | 25-16    | -        | -        |
| 4/08 | Brasil         | 3-0  | Estados Unidos | 25-23    | 25-16    | 25-15    | -        | -        |
| 5/08 | Estados Unidos | 1-3  | China          | 27-25    | 15-25    | 16-25    | 21-25    | -        |
| 5/08 | Japão          | 0-3  | Brasil         | 35-37    | 18-25    | 21-25    | -        | -        |
| 6/08 | Estados Unidos | 3-0  | Japão          | 25-18    | 25-17    | 26-24    | -        | -        |
| 6/08 | Brasil         | 3-2  | China          | 25-22    | 27-25    | 23-25    | 18-25    | 16-14    |

### Grupo B - Bangkok
| Pos | Equipe        | PTS | V | D | SP | SC | SA    |
| --- | ------------- | --- | - | - | -- | -- | ----- |
| 1   | Cuba          | 6   | 3 | 0 | 9  | 2  | 4,500 |
| 2   | Rússia        | 5   | 2 | 1 | 6  | 5  | 1,200 |
| 3   | Coreia do Sul | 4   | 1 | 2 | 5  | 6  | 0,833 |
| 4   | Itália        | 3   | 0 | 3 | 2  | 9  | 0,222 |

PTS - pontos, J - jogos, V - vitórias, D - derrotas, SP - sets pró, SC - sets contra, SA - set average
| Data | Jogo          | Jogo | Jogo          | Parciais | Parciais | Parciais | Parciais | Parciais |
| Data | Jogo          | Jogo | Jogo          | 1        | 2        | 3        | 4        | 5        |
| ---- | ------------- | ---- | ------------- | -------- | -------- | -------- | -------- | -------- |
| 4/08 | Cuba          | 3-2  | Itália        | 25-18    | 16-25    | 25-21    | 23-25    | 15-12    |
| 4/08 | Rússia        | 3-2  | Coréia do Sul | 20-25    | 25-22    | 25-11    | 25-27    | 15-10    |
| 5/08 | Itália        | 0-3  | Rússia        | 17-25    | 23-25    | 21-25    | -        | -        |
| 5/08 | Coréia do Sul | 0-3  | Cuba          | 20-25    | 17-25    | 17-25    | -        | -        |
| 6/08 | Cuba          | 3-0  | Rússia        | 25-18    | 25-22    | 25-16    | -        | -        |
| 6/08 | Coréia do Sul | 3-0  | Itália        | 25-21    | 25-18    | 25-18    | -        | -        |

## Segunda Rodada

### Grupo C - Taipei
| Pos | Equipe | PTS | V | D | SP | SC | SA    |
| --- | ------ | --- | - | - | -- | -- | ----- |
| 1   | Rússia | 6   | 3 | 0 | 9  | 0  | MAX   |
| 2   | Brasil | 5   | 2 | 1 | 6  | 3  | 2,000 |
| 3   | Itália | 4   | 1 | 2 | 3  | 8  | 0,375 |
| 4   | Japão  | 3   | 0 | 3 | 2  | 9  | 0,222 |

PTS - pontos, J - jogos, V - vitórias, D - derrotas, SP - sets pró, SC - sets contra, SA - set average
| Data  | Jogo   | Jogo | Jogo   | Parciais | Parciais | Parciais | Parciais | Parciais |
| Data  | Jogo   | Jogo | Jogo   | 1        | 2        | 3        | 4        | 5        |
| ----- | ------ | ---- | ------ | -------- | -------- | -------- | -------- | -------- |
| 11/08 | Brasil | 3-0  | Japão  | 25-19    | 25-19    | 25-20    | -        | -        |
| 11/08 | Rússia | 3-0  | Itália | 15-25    | 18-25    | 16-25    | -        | -        |
| 12/08 | Japão  | 0-3  | Rússia | 16-25    | 11-25    | 20-25    | -        | -        |
| 12/08 | Itália | 0-3  | Brasil | 17-25    | 23-25    | 18-25    | -        | -        |
| 13/08 | Itália | 3-2  | Japão  | 25-19    | 24-26    | 25-22    | 25-15    | 17-15    |
| 13/08 | Rússia | 3-0  | Brasil | 25-23    | 25-21    | 25-21    | -        | -        |

### Grupo D - Kuala Lumpur
| Pos | Equipe         | PTS | V | D | SP | SC | SA    |
| --- | -------------- | --- | - | - | -- | -- | ----- |
| 1   | Cuba           | 6   | 3 | 0 | 9  | 1  | 9,000 |
| 2   | China          | 4   | 1 | 2 | 5  | 7  | 0,714 |
| 3   | Coreia do Sul  | 4   | 1 | 2 | 5  | 8  | 0,625 |
| 4   | Estados Unidos | 4   | 1 | 2 | 4  | 7  | 0,571 |

PTS - pontos, J - jogos, V - vitórias, D - derrotas, SP - sets pró, SC - sets contra, SA - set average
| Data  | Jogo           | Jogo | Jogo           | Parciais | Parciais | Parciais | Parciais | Parciais |
| Data  | Jogo           | Jogo | Jogo           | 1        | 2        | 3        | 4        | 5        |
| ----- | -------------- | ---- | -------------- | -------- | -------- | -------- | -------- | -------- |
| 11/08 | China          | 3-1  | Estados Unidos | 22-25    | 25-21    | 25-22    | 25-22    | -        |
| 11/08 | Cuba           | 3-1  | Coréia do Sul  | 19-25    | 25-19    | 25-17    | 25-23    | -        |
| 12/08 | Estados Unidos | 0-3  | Cuba           | 23-25    | 23-25    | 16-25    | -        | -        |
| 12/08 | Coréia do Sul  | 3-2  | China          | 21-25    | 25-15    | 25-21    | 23-25    | 15-10    |
| 13/08 | Estados Unidos | 3-1  | Coréia do Sul  | 20-25    | 25-23    | 25-22    | 25-21    | -        |
| 13/08 | Cuba           | 3-0  | China          | 25-22    | 25-19    | 23-18    | -        | -        |

## Terceira Rodada

### Grupo E - China
| Pos | Equipe         | PTS | V | D | SP | SC | SA    |
| --- | -------------- | --- | - | - | -- | -- | ----- |
| 1   | Cuba           | 6   | 3 | 0 | 9  | 1  | 9,000 |
| 2   | Estados Unidos | 5   | 2 | 1 | 7  | 6  | 1,666 |
| 3   | China          | 4   | 1 | 2 | 5  | 6  | 0,833 |
| 4   | Japão          | 3   | 0 | 3 | 1  | 9  | 0,111 |

PTS - pontos, J - jogos, V - vitórias, D - derrotas, SP - sets pró, SC - sets contra, SA - set average
| Data  | Jogo           | Jogo | Jogo  | Parciais | Parciais | Parciais | Parciais | Parciais |
| Data  | Jogo           | Jogo | Jogo  | 1        | 2        | 3        | 4        | 5        |
| ----- | -------------- | ---- | ----- | -------- | -------- | -------- | -------- | -------- |
| 18/08 | Estados Unidos | 3-2  | China | 26-28    | 25-20    | 22-25    | 25-18    | 15-12    |
| 18/08 | Cuba           | 3-0  | Japão | 25-13    | 25-18    | 25-19    | -        | -        |
| 19/08 | Japão          | 0-3  | China | 15-25    | 18-25    | 23-25    | -        | -        |
| 19/08 | Estados Unidos | 1-3  | Cuba  | 15-25    | 23-25    | 25-23    | 17-25    | -        |
| 20/08 | Cuba           | 3-0  | China | 25-20    | 25-20    | 25-21    | -        | -        |
| 20/08 | Estados Unidos | 3-1  | Japão | 21-25    | 25-14    | 25-17    | 25-21    | -        |

### Grupo F - Manila
| Pos | Equipe        | PTS | V | D | SP | SC | SA    |
| --- | ------------- | --- | - | - | -- | -- | ----- |
| 1   | Rússia        | 6   | 3 | 0 | 9  | 5  | 1,800 |
| 2   | Brasil        | 5   | 2 | 1 | 8  | 3  | 2,666 |
| 3   | Coreia do Sul | 4   | 1 | 2 | 5  | 6  | 0,833 |
| 4   | Itália        | 3   | 0 | 3 | 1  | 9  | 0,111 |

PTS - pontos, J - jogos, V - vitórias, D - derrotas, SP - sets pró, SC - sets contra, SA - set average
| Data  | Jogo          | Jogo | Jogo          | Parciais | Parciais | Parciais | Parciais | Parciais |
| Data  | Jogo          | Jogo | Jogo          | 1        | 2        | 3        | 4        | 5        |
| ----- | ------------- | ---- | ------------- | -------- | -------- | -------- | -------- | -------- |
| 18/08 | Brasil        | 3-0  | Itália        | 25-14    | 25-20    | 25-21    | -        | -        |
| 18/08 | Rússia        | 3-2  | Coréia do Sul | 25-21    | 19-25    | 18-25    | 25-19    | 15-13    |
| 19/08 | Itália        | 1-3  | Rússia        | 18-25    | 25-20    | 14-25    | 19-25    | -        |
| 19/08 | Coréia do Sul | 0-3  | Brasil        | 17-25    | 22-25    | 27-29    | -        | -        |
| 20/08 | Coréia do Sul | 3-0  | Itália        | 25-23    | 25-17    | 26-24    | -        | -        |
| 20/08 | Rússia        | 3-2  | Brasil        | 25-18    | 18-25    | 20-25    | 25-19    | 19-17    |

## Classificação da Primeira Fase
|    | Equipes        | PTS | J | V | D | SP | SC | SA    | PP  | PC  | PA    |
| -- | -------------- | --- | - | - | - | -- | -- | ----- | --- | --- | ----- |
| 1. | Cuba           | 18  | 9 | 9 | 0 | 27 | 4  | 6,750 | 746 | 607 | 1,229 |
| 2. | Rússia         | 17  | 9 | 8 | 1 | 24 | 10 | 2,400 | 770 | 675 | 1,141 |
| 3. | Brasil         | 16  | 9 | 7 | 2 | 23 | 8  | 2,875 | 744 | 658 | 1,131 |
| 4. | China          | 13  | 9 | 4 | 5 | 18 | 17 | 1,059 | 777 | 756 | 1,028 |
| 5. | Estados Unidos | 13  | 9 | 4 | 5 | 15 | 19 | 0,789 | 745 | 775 | 0,961 |
| 6. | Coreia do Sul  | 12  | 9 | 3 | 6 | 15 | 20 | 0,750 | 753 | 772 | 0,975 |
| 7. | Itália         | 10  | 9 | 1 | 8 | 6  | 26 | 0,231 | 631 | 753 | 0,828 |
| 8. | Japão          | 9   | 9 | 0 | 9 | 3  | 27 | 0,111 | 574 | 744 | 0,772 |

## Fase final
A fase final do Grand Prix 2000 foi disputado na cidade filipina de Manila entre os dias 24/08 e 27/08.

### Semifinais de 5º ao 8º lugar
| Data  | Jogo           | Jogo | Jogo   | Parciais | Parciais | Parciais | Parciais | Parciais |
| Data  | Jogo           | Jogo | Jogo   | 1        | 2        | 3        | 4        | 5        |
| ----- | -------------- | ---- | ------ | -------- | -------- | -------- | -------- | -------- |
| 24/08 | Estados Unidos | 3-0  | Japão  | 27-25    | 25-22    | 25-23    | -        | -        |
| 24/08 | Coréia do Sul  | 3-1  | Itália | 25-20    | 24-26    | 25-18    | 25-17    | -        |

### Disputa de 7º lugar
| Data  | Jogo   | Jogo | Jogo  | Parciais | Parciais | Parciais | Parciais | Parciais |
| Data  | Jogo   | Jogo | Jogo  | 1        | 2        | 3        | 4        | 5        |
| ----- | ------ | ---- | ----- | -------- | -------- | -------- | -------- | -------- |
| 25/08 | Itália | 3-1  | Japão | 19-25    | 25-21    | 25-11    | 25-19    | -        |

### Disputa de 5º lugar
| Data  | Jogo          | Jogo | Jogo           | Parciais | Parciais | Parciais | Parciais | Parciais |
| Data  | Jogo          | Jogo | Jogo           | 1        | 2        | 3        | 4        | 5        |
| ----- | ------------- | ---- | -------------- | -------- | -------- | -------- | -------- | -------- |
| 25/08 | Coréia do Sul | 3-0  | Estados Unidos | 25-23    | 25-23    | 25-19    | -        | -        |

### Semi Final
| Data  | Jogo   | Jogo | Jogo   | Parciais | Parciais | Parciais | Parciais | Parciais |
| Data  | Jogo   | Jogo | Jogo   | 1        | 2        | 3        | 4        | 5        |
| ----- | ------ | ---- | ------ | -------- | -------- | -------- | -------- | -------- |
| 26/08 | Rússia | 3-0  | Brasil | 25-20    | 25-23    | 25-22    | -        | -        |
| 26/08 | Cuba   | 3-1  | China  | 25-19    | 25-21    | 16-25    | 35-33    | -        |

### Disputa de 3º lugar
| Data  | Jogo   | Jogo | Jogo  | Parciais | Parciais | Parciais | Parciais | Parciais |
| Data  | Jogo   | Jogo | Jogo  | 1        | 2        | 3        | 4        | 5        |
| ----- | ------ | ---- | ----- | -------- | -------- | -------- | -------- | -------- |
| 27/08 | Brasil | 3-1  | China | 12-25    | 25-13    | 25-19    | 25-18    | -        |

### Final
| Data  | Jogo | Jogo | Jogo   | Parciais | Parciais | Parciais | Parciais | Parciais |
| Data  | Jogo | Jogo | Jogo   | 1        | 2        | 3        | 4        | 5        |
| ----- | ---- | ---- | ------ | -------- | -------- | -------- | -------- | -------- |
| 27/08 | Cuba | 3-1  | Rússia | 21-25    | 25-15    | 25-23    | 25-21    | -        |

## Classificação Final
| #      | Equipe         |
| ------ | -------------- |
| Gold   | Cuba           |
| Silver | Rússia         |
| Bronze | Brasil         |
| 4.     | China          |
| 5.     | Coreia do Sul  |
| 6.     | Estados Unidos |
| 7.     | Itália         |
| 8.     | Japão          |

## Prêmios individuais
| Melhor atacante    | Ana Ibis Fernández Valle  | Cuba           |
| Melhor Bloqueio    | Ekaterina Gamova          | Rússia         |
| Maior Pontuadora   | Ljubov Sokolova Chachkova | Rússia         |
| Melhor Saque       | Érika Coimbra             | Brasil         |
| Melhor Defesa      | Ricarda Lima              | Brasil         |
| Melhor Levantadora | Hélia Souza               | Brasil         |
| Melhor Recepção    | Stacy Sykora              | Estados Unidos |